# Bakkejord
Bakkejord est une localité du comté de Troms, en Norvège.

## Géographie
Administrativement, Bakkejord fait partie de la kommune de Tromsø.